# Реліш

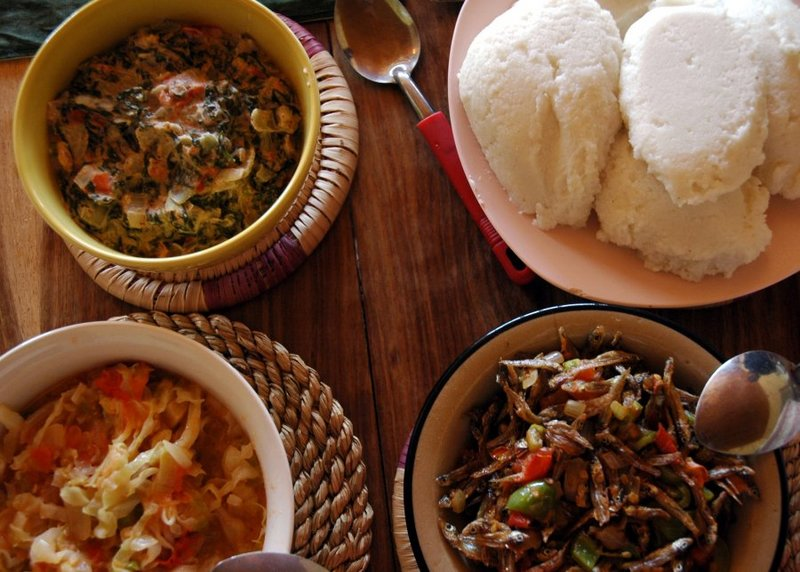
Три реліши використовуються на додаток до бідії (справа вгорі)

Реліш — це соус, приготований із маринованих або нарізаних овочів або фруктів. Виник у давнину в Індії і відтоді став популярним в усьому світі. Прикладами служать джеми, чатні та північноамериканський «реліш» — солоні огірки їдять із хот-догами або гамбургерами.

## Опис і інгредієнти

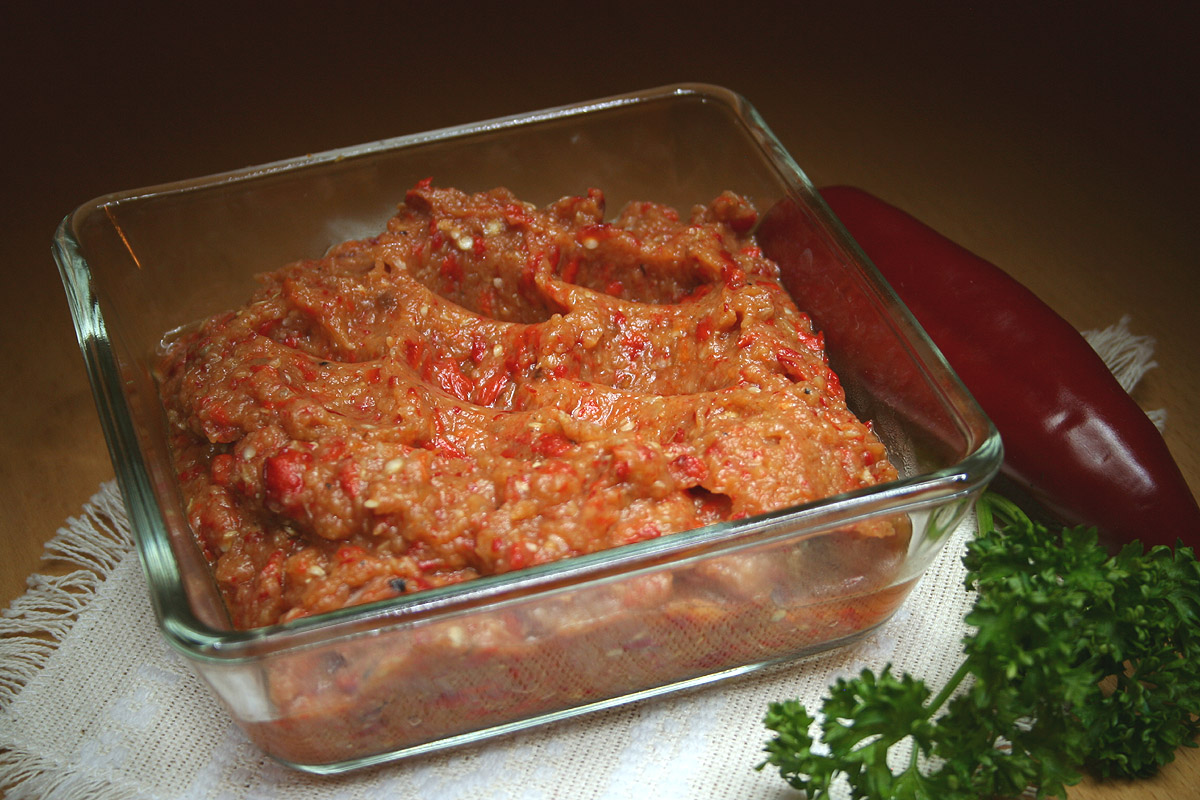
Кйопоолу — балканський реліш, виготовлений з червоного овочевого перцю, баклажанів та часнику

Як правило, складається з помітних шматочків фруктів або овочів в соусі, хоча соус є другорядним порівняно зі шматочками овочів або фруктів. Він може складатися з одного типу овочів і фруктів або з їх комбінацій. Ці фрукти й овочі можуть бути грубо або тонко подрібнені, але зазвичай реліш не такий гладкий, як приправа типу соус, наприклад, кетчуп. На смак може бути солодким або пряним, гострим або помірним, але завжди має сильний аромат, який доповнює головну страву.
Реліш, можливо, виник із необхідності заготовлювати овочі на зиму. В Індії він, як правило, включав одне з трьох: овочі, зелень або фрукти.
У США найвищий показник продажу серед релішів у маринованих огірків, які відомі в кулінарії як солоні реліши. Два варіанти з них — це реліш для гамбургера (солоний реліш на базі кетчупу або соусу) та реліш для хот-догу (солоний реліш на базі гірчиці або соусу). Іншими популярними в продажу в США стали такі реліши, які включають кукурудзу. Heinz, Vlasic and Claussen добре відомі в США як виробники солінь та релішів.
Примітний джентльменський реліш, який винайшов в 1828 Бен Елвін, що містить пряні анчоуси. Вони традиційно вкривають несолоне масло на тості.
У Північній Америці реліш частіше використовується в Канаді й Алясці, ніж у суміжних Сполучених Штатах, на гамбургерах та хот-догах. Американський фаст-фуд зазвичай не доповнює релішем свої продукти, тоді як канадський (як-от Harvey's) надає кетчуп, гірчицю тощо. Американський фаст-фуд більшою мірою використовує соління. Якщо вони пропонуються як додаткові опції (наприклад, у Wendy's), то їх швидше покладуть в окремий пакет, ніж на сам бургер.

## Варіації
Це список популярних релішів.
- Аджика
- Айвар
- Ачар
- Хрін
- Чатні

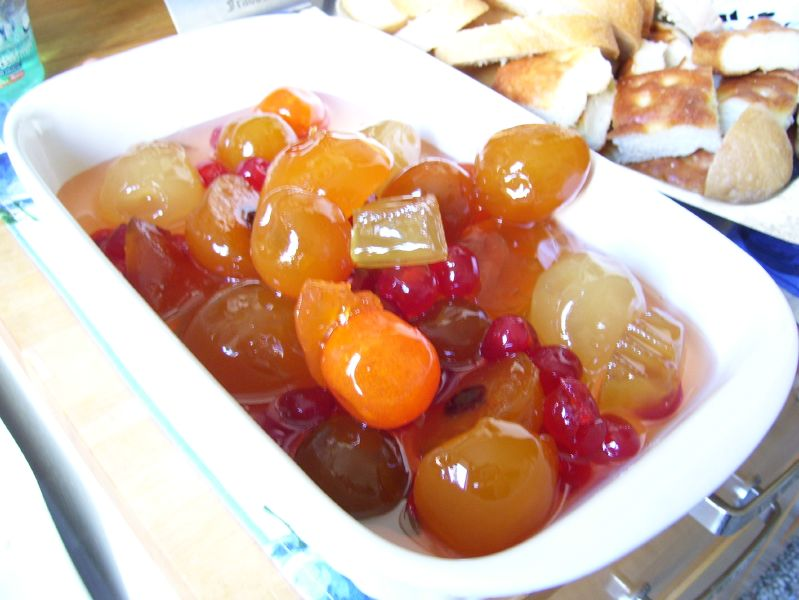
Мостарда ді Кремона

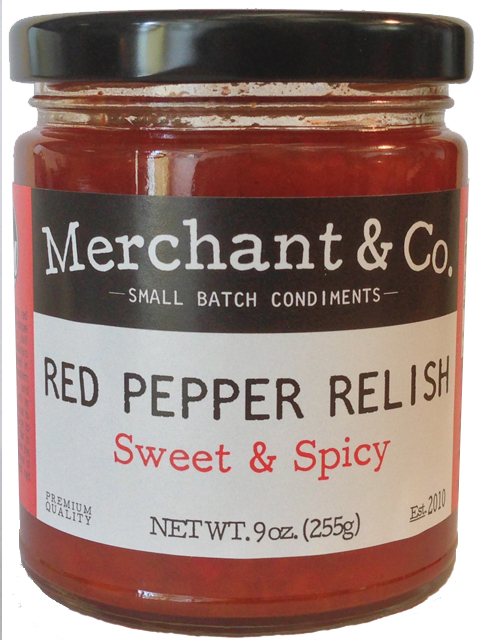
реліш з червоного перцю

- Цвіклі - польський буряковий реліш
- Кріп
- Лечо
- Мостарда
- Груша
- Сальса
- Квашена капуста
- Тартар